# Donald Mackenzie
Donald Mackenzie (Escocia, 15 de junio de 1783 — Mayville, condado de Chautauqua, Nueva York, 20 de enero de 1851) fue un explorador, trampero y comerciante de pieles canadiense nacido en Escocia, gobernador de la Colonia del Río Rojo de 1825 a 1834. Está relacionado con otros distinguidos MacKenzies en la historia canadiense, como su primo Sir Alexander MacKenzie (el primer occidental en cruzar Norteamérica) y sus hermanos Henry, James, Kenneth y Sir Roderick, todos ellos participantes en el comercio de pieles y destacados socios de la Compañía del Noroeste.

## Biografía

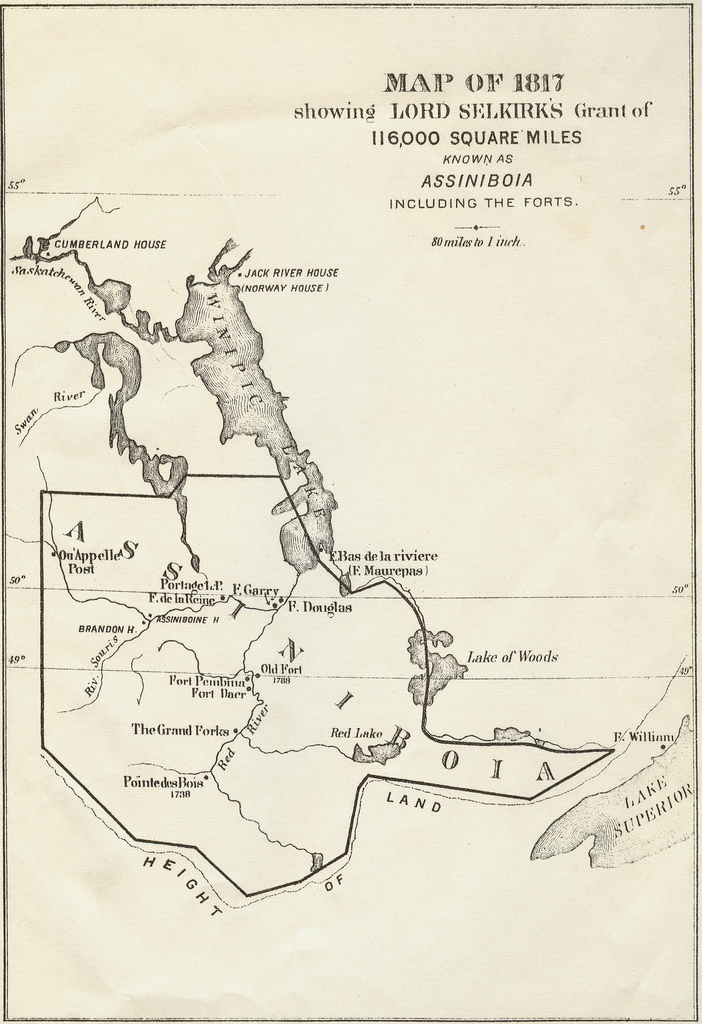
La Colonia del Río Rojo, de la que Mackenzie fue gobernador de 1825 a 1834.

Nacido en Escocia, Donald Mackenzie emigró a Canadá hacia 1800. Comenzó a trabajar como trampero y comerciante de pieles al servicio de la Compañía del Noroeste y en 1806 estaba empleado en Fond du Lac. En 1810, después de diez años de experiencia, John Jacob Astor le convenció para que dejase de trabajar para esa compañía y se convirtiera en socio de la Compañía de Pieles del Pacífico («Pacific Fur Company»), financiada principalmente por él. 

### Expedición de Astor
Mackenzie viajó al oeste con la Partida Terrestre (Overland Party) de la Compañía del Pacífico (a veces llamada la «expedición de Astor» o los «terrestres astorianos» (Astor Expedition u Overland Astorians). La expedición partió desde San Luis (Misuri) e iba dirigida por Wilson Price Hunt. El grupo pasó bastantes dificultades en el sur del actual estado de Idaho, cuando tras descender en canoas el río Snake no pudieron superar la zona de rápidos y cataratas cerca de la actual ciudad de Milner. El grupo se dividió entonces en tres partidas, correspondiéndole a Mackenzie la dirección de una de ellas, integrada por doce hombres, que se encaminó en dirección norte hasta encontrar finalmente el río Salmon y luego el río Clearwater. Descendiendo por el valle de este último alcanzaron nuevamente el río Snake, aguas abajo de Hells Canyon. En canoas, lograron alcanzar el río Columbia y finalmente llegaron hasta fort Vancouver, siendo el primero de los grupos en llegar, el 18 de enero de 1812.
Mackenzie pasó dos años explorando y comerciando para la Compañía de Pieles del Pacífico en el Valle Willamette, a lo largo del río Columbia, el río Willamette y el río Snake, en el este del actual estado de Washington y norte y centro de Idaho. Dejó de nuevo Fort Astoria en marzo de 1813 y regresó en junio con 140 paquetes de pieles del puesto Okanagan y el río Spokane. Mientras acarreaba los suministros para el interior ese otoño, fue robado por los indios. Volviendo a Astoria, él mismo se ocupó del almacenamiento de salmón hasta que su partida se enteró de la guerra con Gran Bretaña. 
Creyendo que fort Astoria sería capturado y los bienes confiscados, Astor y sus socios decidieron vender el fuerte a la Compañía del Noroeste, en la primavera siguiente (1813). Mackenzie tuvo un papel importante en las negociaciones y luego fue designado para llevar todos los documentos importantes de vuelta al este, saliendo de Fort George en abril de 1814.

### Exploraciones desde Fort Walla Walla en Idaho
El 14 de abril de 1814 Mackenzie se estableció en Nueva York, donde permaneció durante algún tiempo esperando que Astor lo recolocase. Al no ser así, regresó a Canadá y después de rechazar el mando de una expedición de la Compañía de la Bahía de Hudson de Montreal a Athabaska, se convirtió en socio de la Compañía del Noroeste. En 1816 fue al río Columbia, para pasar un tiempo en Fort George, Fort William y Spokane House.
Prestó valiosos servicios a la compañía desarrollando el rico comercio en el sur de Idaho. Su brigada de 1817 fue la primera en informar de un año sin víctimas, y la calidad de las pieles obtenidas fue considerable. En 1818, él y Alexander Ross construyeron el puesto de Fort Nez Perces (más tarde conocido como Old Fort Walla Walla), cerca de la confluencia del río Columbia y el río Walla Walla.
Mackenzie y sus tramperos hicieron la primera exploración en profundidad del sur de Idaho, a partir de 1818, con expediciones anuales hasta 1821. Sus capturas comprendían la mayor parte del sur de Idaho y partes del este de Oregón, norte de Utah y oeste de Wyoming. Muchos de los nombres de los ríos de esa región les fueron dados en ese período. En la temporada de 1819 sus hombres llegaron hasta las fuentes del río Green y en esa misma temporada, tres tramperos a su servicio, hawaianos, desaparecieron asesinados por los indios en el río que ahora lleva por eso su nombre, río Owyhee (Hawái en su lengua nativa). En la primavera o principios del verano de 1820 MacKenzie se enteró de la noticia de su muerte y unos cazadores indios condujeron a otros tramperos al sitio, pero solo encontraron uno de los esqueletos.

### Gobernador de la Colonia del Río Rojo
En 1821, la Compañía del Noroeste y la Compañía de la Bahía de Hudson se fusionaron y quedaron bajo la dirección de Sir George Simpson desde 1826 a 1860. Donald Mackenzie fue retenido y al año siguiente, 1822, se estableció en Chatterton House y dirigió una expedición hacia el sur de Saskatchewan que dejó tan impresionado a Simpson que en 1824 fue nombrado factor jefe en Fort Garry, a orillas del río Rojo del Norte, y el mismo año fue nombrado Consejero de los Gobernadores. Poco después, en junio de 1825, fue nombrado Gobernador de la Colonia del Río Rojo («Governor of the Red River Colony»), el cargo más alto del país, después del de Gobernador en Jefe, que gobernó la gran provincia, con prudencia y con amabilidad. Dejó el Pacífico Noroeste y se mudó a Fort Garry durante una década, actuando como gobernador de la zona, que incluía la mayor parte de las actuales provincias de Manitoba, Saskatchewan y Alberta, en Canadá. En agosto de 1825, en Fort Garry, se casó con Adelgonde Humbert Droze, con la que tuvo trece hijos. 
Dirigió con éxito la colonia en la inundación de 1826 y a él se debe en parte la paz y el progreso que prevalecieron durante los siguientes ocho años.
Más tarde rompió con Simpson en desacuerdo con su decisión de apartar a su esposa nativa y casarse con una europea. Se retiró en agosto de 1833 y llevó a su familia a Mayville, en el condado de Chautauqua, Nueva York, donde había adquirido una finca frente al lago Chatauqua. Allí vivió las siguientes dos décadas hasta su muerte. Entre algunos visitantes distinguidos Mackenzie recibió y aconsejó a Daniel Webster y William H. Seward, que desempeñarían los cargos de Secretario de Estado. Dio consejos sobre dónde debería de estar la frontera internacional que se establecería para el territorio de Oregón, y también puede haber plantado la semilla que dio lugar a la compra de Alaska a Rusia.
Donald Mackenzie estaba eminentemente equipado, tanto física como mentalmente, para la vida en el desierto. Su conocimiento de los indios y su cultura era muy profundo y preciso, y su influencia sobre ellos fue grande. Su audacia y una pronta decisión, en momentos de peligro, le ayudaron a conquistarlos. Sus maneras y hazañas asombraban a sus asociados; pesaba más de 300 libras (136 kg), pero era tan activo que fue llamado «movimiento perpetuo» («perpetual motion»). 